# Commonwealth realm
Commonwealth realm (wym. [ˈkɒmənˌwɛlθ rɛlm]; królestwo wspólnotowe) – każde z 15 suwerennych państw, które uznają brytyjskiego monarchę za własną głowę państwa, będących jednocześnie członkami Wspólnoty Narodów. Związek, w jakim znajdują się te państwa, ma charakter unii personalnej.

Państwa mające status Commonwealth realm obecnie (kolor granatowy) oraz dawniej (brązowy)

Termin ten odnosi się również do samej Wielkiej Brytanii. Wszystkie pozostałe państwa były dawniej częścią brytyjskiego imperium kolonialnego. Status Commonwealth realm posiadało dawniej 19 innych państw, które uzyskały niepodległość od Wielkiej Brytanii, jednak w późniejszym czasie przyjęły ustrój republikański (w wielu przypadkach nastąpiło to w ciągu kilku lat od niepodległości).
W każdym z tych krajów, z wyjątkiem Wielkiej Brytanii, reprezentantem monarchy jest gubernator generalny, który wypełnia w jego imieniu obowiązki konstytucyjne i ceremonialne. Gubernatorzy mianowani są przez monarchę za sugestią premiera danego państwa, a w niektórych przypadkach także organów władzy ustawodawczej.
Termin Commonwealth realm upowszechnił się wkrótce po zakończeniu II wojny światowej, wypierając pojęcie „dominium”, którym określano terytoria o dużym stopniu autonomii, niemniej jednak podporządkowane Wielkiej Brytanii.

## Lista
Status Commonwealth realm mają następujące państwa:

- Wielka Brytania
- Antigua i Barbuda (od 1981[3])
- Australia (od 1942[a][3])
- Bahamy (od 1973[3])
- Belize (od 1981[3])
- Grenada (od 1974[3])
- Jamajka (od 1962[3])
- Kanada (od 1931[a][3])
- Nowa Zelandia (od 1947[a][3])
- Papua-Nowa Gwinea (od 1975[3])
- Saint Kitts i Nevis (od 1983[3])
- Saint Lucia (od 1979[3])
- Saint Vincent i Grenadyny (od 1979[3])
- Tuvalu (od 1978[3])
- Wyspy Salomona (od 1978[3])

### Dawne
- Barbados (1966[3]–2021[8])
- Cejlon (1948–1972[6])
- Fidżi (1970–1987[6])
- Gambia (1965–1970[6])
- Ghana (1957–1960[6])
- Gujana (1966–1970[6])
- Indie (1947–1950[6])
- Irlandia (1922–1949[9])
- Kenia (1963–1964[6])
- Malawi (1964–1966[6])
- Malta (1964–1974[6])
- Mauritius (1968–1992[6])
- Nigeria (1960–1963[6])
- Pakistan (1947–1956[6])
- Południowa Afryka (1934[a]–1961[10])
- Sierra Leone (1961–1971[6])
- Tanganika (1961–1962[6])
- Trynidad i Tobago (1962–1976[6])
- Uganda (1962–1963[6])